# Книга на папите
„Книга на папите“ (на латински: Liber Pontificalis) е списък на римските папи, съставен през Средновековието.
Той е основен източник за ранната средновековна история. Представлява серия от кратки биографии на папите до края на IX век, подредени по хронологичен ред, всяка от които съдържа броя години на власт, място на раждане, произход, съответния император по това време, строителни дейности (особено римски църкви) и времето до ръкополагането на следващия папа. Историята на папите започва със Свети Петър и стига до смъртта на Николай I през 867 г.
Тъй като „Книгата на папите“ се допълвала от служители на по ниски нива в папския двор, има съмнения за умишлени увреждания и фалшификации. Въпреки това е установено, че може да се използва като исторически източник за биографиите на папите. Вписванията за първите три века са полезни във всички случаи, като пример за произхода на Римската църква.